# Dick Boushka
Richard James “Dick” Boushka (Springfield, 29 juli 1934 – Port St. Lucie, 19 februari 2019) was een Amerikaans basketballer. Hij won met het Amerikaans basketbalteam de gouden medaille op de Olympische Zomerspelen 1956 en de Pan-Amerikaanse Spelen 1959.

## Carrière
Boushka speelde collegebasketbal voor de ploeg van Saint Louis University (Saint Louis Billikens). Hij nam in 1956 met de Amerikaans ploeg deel aan de Pan-Amerikaanse Spelen waar ze een gouden medaille wonnen. In 1955 werd hij als 20e gekozen in de NBA draft door de Minneapolis Lakers maar besloot te gaan spelen voor de Wichita Vickers. Dit was een ploeg gesponsord door Vickers Petroleum en uitkwam in de National Industrial Basketball League. In 1959 nam hij met de Amerikaanse ploeg deel aan de Olympische Spelen. Tijdens de Olympische Spelen speelde hij 8 wedstrijden, inclusief de finale tegen de Sovjet-Unie. Gedurende deze wedstrijden scoorde hij 64 punten.
Na zijn carrière als speler was hij werkzaam bij Vickers Petroleum, de sponsor van zijn laatste team.

## Erelijst
- Pan-Amerikaanse Spelen: 1956
- Olympische Spelen: 1959
- Nummer 24 teruggetrokken door de Saint Louis Billikens